# Noris network
Die Nürnberger noris network AG ist ein IT-Dienstleister und bietet Unternehmen und Organisationen mit den Branchenschwerpunkten Banken/Versicherungen, Automotive/Industrie, Softwareentwicklung und Öffentliche Verwaltung standardisierte und projektbasierende ITK-Lösungen in den Bereichen IT-Outsourcing, Managed Services, Cloud Services sowie Network & Security.

## Geschichte
Die noris network GbR wurde 1993 in Nürnberg gegründet und war der erste Internet Service Provider Nordbayerns. Sie firmierte 1996 in eine GmbH und anschließend 2000 in eine AG um.
noris network war bereits 1994 einer der ersten Hosting-Anbieter von Webservern in Deutschland, leistete ab 1999 als einer der ersten Internet-Dienstleister „Outtasking“ (heute: Service-Management), anfangs für den ersten deutschen Online-Broker. 2000 wurde nach der Zeit als XLink-Knotenbetreiber der eigene Internet-Backbone aufgebaut.
2009 wurde datacenter.de, 2019 die netplace Telematic GmbH und 2021 die Wavecon GmbH übernommen.

## Geschäftsfelder

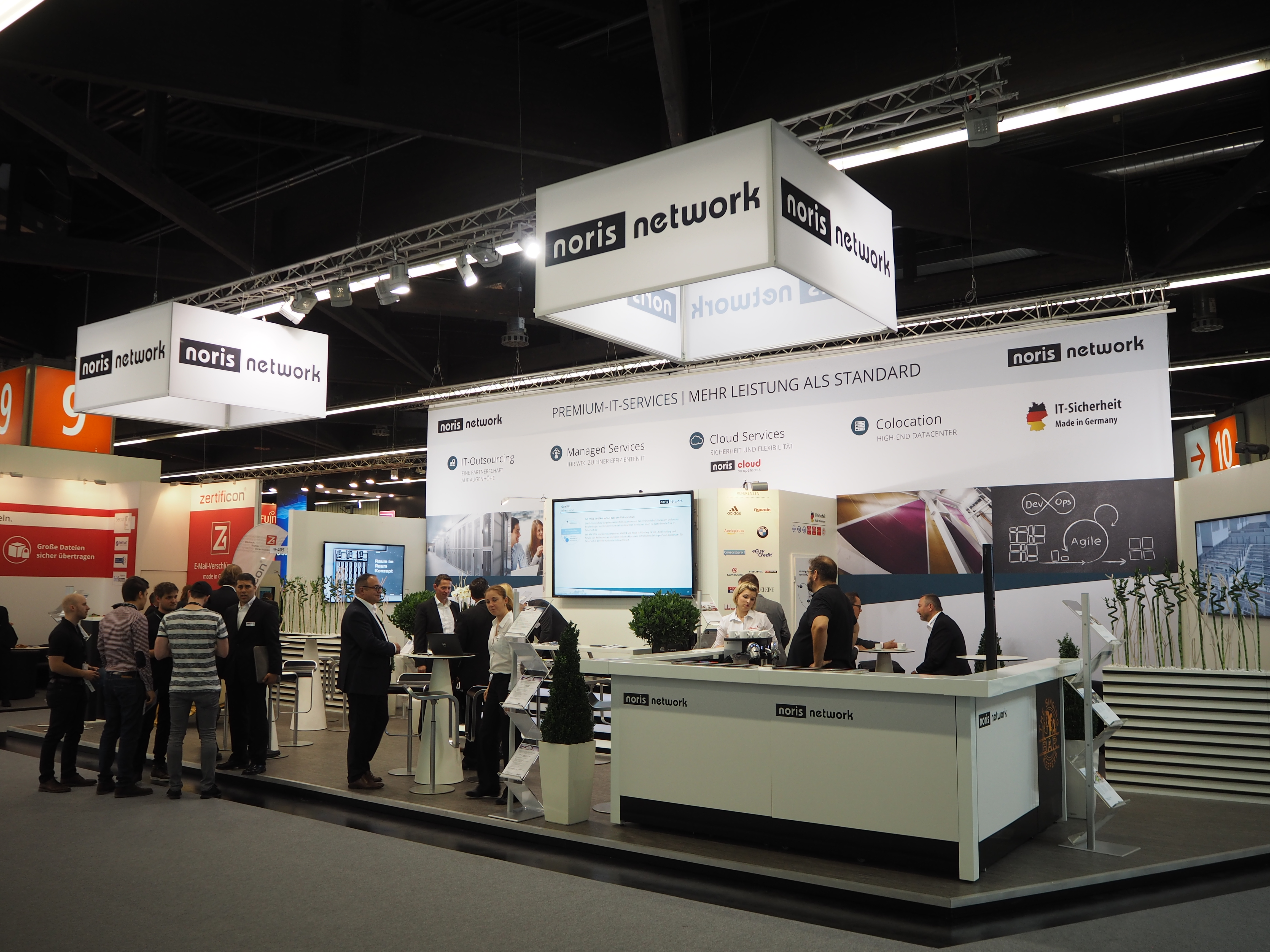
noris-Stand mit Produkten auf einer Messe (2017)

noris network bietet als IT-Dienstleister verschiedene IT-Services an. Unter anderem zählen dazu:
IT-Outsourcing, Managed Services, Cloud Services, Colocation, Finance IT
Zu Branchenschwerpunkten der noris network gehören:
Banken/Versicherungen, Automotive/Industrie, Öffentliche Verwaltung, Softwareanbieter
Neben kundenspezifischen Lösungen und Services für klassische und virtualisierte IT-Infrastrukturen bietet noris network PaaS-Providing auf eigenen Cloud-Plattformen und mit Managed Kubernetes auch Services für die automatisierte Skalierung von Ressourcen (Container).

## Rechenzentren
Technologische Basis ist eine IT-Infrastruktur mit eigenen Hochsicherheitsrechenzentren. Die Rechenzentren verteilen sich derzeit über fünf Standorte: Nürnberg Süd, Nürnberg Zentrum, München Ost, München Zentrum und Hof.
Das Rechenzentrum Nürnberg Süd BA1 wurde im Jahr 2011 neben der Firmenzentrale bezogen und 2020 mit der Eröffnung des BA2 auf 5.500 m² reine IT-Fläche erweitert. Wie Nürnberg Süd steht auch München Ost auf einer Grundfläche von 11.000 m² und beherbergt 8.200 m² reine IT-Fläche.

## Kunden
Zu den mehr als 1.000 Kunden von noris network zählen adidas, BNP, CHECK24, Daimler, Deutsche Post, easyCredit, FI-TS, Flughafen Nürnberg, Max Bögl, Miles & More, Nürnberger Versicherung, Payback, Willis Towers Watson sowie das deutsche Internetforum gutefrage.net.

## Auszeichnungen
- 2012 Deutscher Rechenzentrumspreis[7]
- 2016 Deutscher Rechenzentrumspreis[8]
- 2019 Bayerischer Gründerpreis[9]
- 2020 Service Provider Award: Platin-Auszeichnung bei den Service Provider Awards 2020 in der Kategorie Colocation / Rechenzentrum XXL[10]